# Цукор, Адольф
Адольф Цукор (при рождении венг. Cukor Adolph; 7 января 1873[…], Риче, Австро-Венгрия — 10 июня 1976[…], Лос-Анджелес, Калифорния, США) — американский кинорежиссёр и кинопродюсер, уроженец Венгрии, создавший в США кинокомпанию Paramount Pictures.

## Ранние годы жизни
Родился 7 января 1873 года в еврейской семье ашкенази в Риче (Венгрия), который тогда входил в Австро-Венгерскую империю. Его отец Якоб Цукор (1838—1874) умер, когда ребёнку был год. Мать, Хана Либерман (1844—1880), уроженка Сени, происходила из раввинской династии.
В шестилетнем возрасте остался сиротой. В 1889 году, в возрасте 16 лет, он эмигрировал в Америку. Он добирался на корабле Rugia, вышедшем 1 марта из порта Гамбурга. Как и большинство иммигрантов, начинал с нуля. Когда он впервые приехал в Нью-Йорк, он остался там со своей семьёй и работал в магазине обивки, где его друг принял на работу в качестве ученика скорняка. Цукор работал там в течение двух лет. Когда он решил заняться самостоятельной работой и шить изделия из меха для продажи, ему было девятнадцать лет и он стал опытным дизайнером. В 1893 году его заинтересовала Всемирная выставка в Чикаго, посвящённая открытию Колумбом Америки, и он решил отправиться на Средний Запад. Оказавшись там, он основал меховой бизнес. И уже о втором сезоне работы персонал Zukor’s Novelty Fur Company был расширен до двадцати пяти человек и был открыт филиал.
Историк Нил Габлер писал: «Одним из крупных заблуждений истории кино является то, что люди, создавшие киноиндустрию, были бедными молодыми вульгарщиками...» Цукор явно не подходил под этот профиль. К 1903 году он уже выглядел и жил как богатый молодой бюргер и наверняка имел соответствующий уровень дохода. У него была просторная квартира на 111-й улице и Седьмой авеню в богатом немецко-еврейском районе Нью-Йорка».
В 1918 году он переехал в Нью-Сити, штат Нью-Йорк, где купил 300 акров земли у Лоуренса Абрахама, наследника универмагов A&S. Авраам уже построил на этом участке большой дом, поле для гольфа на девять лунок и бассейн. Два года спустя Цукор купил еще 500 акров земли, построил ночлег, гостевой дом, кинотеатр, раздевалку, теплицы, гаражи и помещения для персонала и нанял архитектора, проектировавшего поля для гольфа А.В. Тиллингхаста, построившего чемпионское поле для гольфа на 18 лунок. Сегодня поместье Цукора представляет собой частный загородный клуб Paramount.

## Карьера в кино

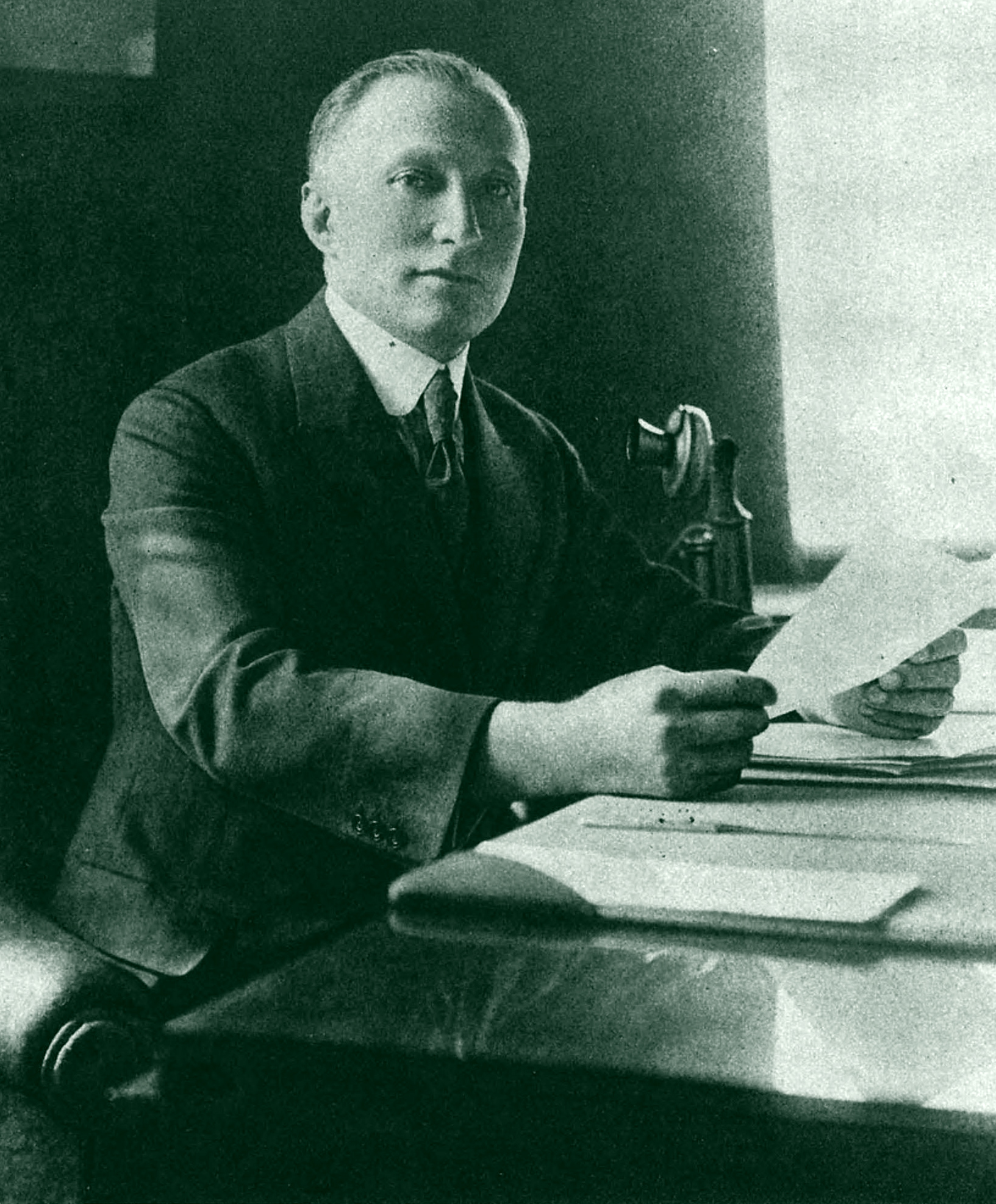
Адольф Цукор в 1922 году.

Он начал работать в кинопромышленности, когда в 1903 году его двоюродный брат Макс Гольдштейн пришёл к нему за кредитом. Митчеллу Марку нужны были инвесторы в целях расширения сети театров, первым из которых был «Зал Эдисона» в Буффало. В зале были представлены поразительные изобретения Томаса Эдисона: фонограф, электрическое освещение и движущиеся изображения. Цукор не только дал Гольдштейну деньги, но настаивал на формировании партнёрства для открытия ещё такого же заведения. Другим партнёром в предприятии был Маркус Лов.

### Famous Players Film Company
В 1912 году Адольф Цукор основал кинокомпанию «Famous Players Film Company» — с рекламным девизом «Известные игроки в известных пьесах» — как американский распространитель французской Les Amours de la reine Élisabeth, в главной роли с Сарой Бернар. В следующем году он получил денежную поддержку от братьев Фроман, крупных Нью-Йоркских театральных импресарио. Их основной целью было привести отметившихся театральных актёров на большой экран. Цукор продолжил создать фильм «Узник Зенды» (1913). Он купил оружейный склад на 26-й улице на Манхэттене и превратил его в киностудию «Челси», которая используется по сей день.

### Paramount Pictures
Студия превратилась в «Famous Players-Lasky» с содиректором Джесси Л. Ласки, а затем в «Paramount Pictures», в которой он занимал пост президента до 1936, когда он стал председателем совета директоров. Цукор произвёл революцию в киноиндустрии по организации производства, распространении и проката фильмов в рамках одной компании.
Цукор был также опытным режиссёром и продюсером. Он ушёл из «Paramount Pictures» в 1959 году и вплоть до своей смерти занимал должность почётного председателя. Цукор умер в своём доме в Лос-Анджелесе в возрасте 103 лет 10 июня 1976 года. Похоронен на еврейском кладбище в деревне Хэйстингс-он-Гудзон в штате Нью-Йорк.
В 1980 году был создан мюзикл «The Biograph Girl», посвящённый пионерам немого кино, среди которых назван и Цукор.